# Dasyatis aquila
Dasyatis aquila és una espècie de peix de la família dels dasiàtids i de l'ordre dels miliobatiformes.